# Kordofanische Sprachen
Die kordofanischen Sprachen bilden einen Primärzweig der Niger-Kongo-Sprachen, der aus einer kleinen Gruppe von etwa 25 Sprachen mit zusammen 320.000 Sprechern besteht, die im Gebiet der Nuba-Berge in der Republik Sudan gesprochen werden.

## Die kordofanische Sprachgruppe
Der von Joseph Greenberg 1949 eingeführte Name „Kordofanisch“ ist nicht besonders glücklich gewählt, da die Nuba-Berge nicht zur historischen Region Kordofan (Kurdufan) gehören, sondern nur daran angrenzen. Das kordofanische Sprachgebiet stellt eine Exklave des ansonsten weitgehend zusammenhängenden Niger-Kongo-Gebietes dar, es ist von nilosaharanischen Sprachen (Nubisch, Nyimang, Temein, Daju-Sprachen) und dem Arabischen umgeben.
Die etwa 320.000 Sprecher der 25 kordofanischen Sprachen waren und sind stark vom Bürgerkrieg und den ethnischen Säuberungen im Sudan betroffen – wie alle nichtarabischen Bevölkerungsgruppen –, und es ist ungewiss, wie viele Sprecher noch in ihren angestammten Gebieten leben. Die bedeutenderen Sprachen sind Koalib, Tira, Moro, Dagik-Ngile und Tegali, jeweils mit etwa 30–40.000 Sprechern. Im Jahr 2016 erschien die erste umfassende grammatische Beschreibung einer kordofanischen Sprache, des Dagik. Eine Rekonstruktion des Proto-Kordofanischen (Protosprache der kordofanischen Sprachen) war deswegen bisher nur in Ansätzen möglich.

## Kordofanisch als Untereinheit des Niger-Kongo
Das Kordofanische hat sich als erste Gruppe vom Niger-Kongo abgespalten und weist nur relativ geringe gemeinsame Merkmale mit anderen Niger-Kongo-Sprachen auf. Diese reichen aber aus, um  nach heutigem Wissensstand die Zugehörigkeit zur Niger-Kongo-Familie wahrscheinlich zu machen. So zeigten Greenberg (1963) und Schadeberg (1981), dass sich die Nominalklassenaffixe der kordofanischen Sprachen regulär auf die der übrigen Niger-Kongo-Sprachen beziehen lassen (einen Eindruck davon gibt die folgende Tabelle). Allerdings sind die lexikalischen Gemeinsamkeiten des Kordofanischen mit dem restlichen Niger-Kongo eher gering, so dass ein Restzweifel an der Einordnung der kordofanischen Sprachen bestehen bleibt.
Nominalpräfixe der kordofanischen Sprachen im Vergleich (Schadeberg 1981)
| Sprachgruppe | Klasse 1 Mann, Frau | Klasse 3 Baum, Holz | Klasse 4 Plural zu 3 | Klasse 5 Kopf, Name | Klasse 6 Plural zu 5 | Klasse 7 Blut, Wasser |
| ------------ | ------------------- | ------------------- | -------------------- | ------------------- | -------------------- | --------------------- |
| Kordofanisch | gu-, w-, b-         | gu-, w-, b-         | j-, g-               | li-, j-             | ŋu-, m-              | ŋ-                    |
| Atlantisch   | gu-                 | gu-                 | ci-                  | de-                 | ga-                  | ma-                   |
| Gur          | -a                  | -bu                 | -ki                  | -de                 | -a                   | -ma                   |
| Kwa          | o-                  | o-                  | i-                   | li-                 | a-                   | n-                    |
| Benue-Kongo  | u-                  | u-                  | ti-                  | li-                 | a-                   | ma-                   |
| Bantu        | mu-                 | mu-                 | mi-                  | di-                 | ma-                  | ma-                   |

Die folgende Tabelle gibt einige Beispiele für Wortgleichungen, die das Kordofanische und die übrigen Primärzweige des Niger-Kongo umfassen. Die Quellen sind Greenberg 1963, Blench 1995 und Williamson 2000.
Wortgleichungen Kordofanisch - Niger-Kongo
| Gruppe       | schwarz         | Blut         | Bogen         | Hund            | Ohr, hören     | Bein, Fuß        |
| ------------ | --------------- | ------------ | ------------- | --------------- | -------------- | ---------------- |
| Kordofanisch | piim (Lafofa)   | nyi (Lafofa) | thai (Tegem)  | bwa (Eliri)     | geenu (Talodi) | kpaga (Koalib)   |
| Mande        | biine (Soninke) | ɲemi (Wan)   | sa (Boko)     | gbɛɛ (Tura)     | .              | keŋ (Vai)        |
| Atlantisch   | bir (Temnisch)  | ɲif (Safut)  | ta (Gola)     | o-bol (Pepel)   | kenu (Gola)    | ekpa (Gola)      |
| Ijoid        | bire (Defaka)   | .            | tei (Kolok.)  | e-bere (Defaka) | naa (Ijo)      | .                |
| Kru          | .               | ɲimo (Kuwaa) | tâ (Seme)     | gbe (Guere)     | noa (Grebo)    | .                |
| Gur          | biri (Birifor)  | ɲim (Bieri)  | ta-mo (Dgare) | baara (Moore)   | nuu (Lobiri)   | kparaɤa (Lorhon) |
| Adamawa-Ub.  | vir (Pangseng)  | ngia (Gbaya) | ta (Mumuye)   | bwe (Yungur)    | t-naa (Zing)   | kanga (Mba)      |
| Kwa          | bile (Agni)     | ŋga (Edile)  | to (Baule)    | gba (Ebrie)     | nu (Logba)     | akpa (Logba)     |
| Benue-Kongo  | virki (Dakoid)  | egya (Nupe)  | o-ta (Piti)   | ebua (Efik)     | nu (Igbo)      | okpa (Igbo)      |
| Proto-Bantu  | *pi(r)          | *ŋinga       | *taa          | *bua            | .              | *kono            |

## Klassifikation der kordofanischen Sprachen
Nach Greenberg (1963) zerfällt das Kordofanische in fünf Untergruppen: Heiban, Talodi, Rashad, Katla und Kadugli-Krongo. Die letzte Untergruppe, Kadugli-Krongo oder Kadu, wird heute allgemein als ein Zweig des Nilosaharanischen klassifiziert. Greenberg hatte zeitweise Kordofanisch als einen der beiden Hauptzweige der gesamten Niger-Kongo-Familie aufgefasst – was es historisch gesehen ja auch ist. Dies führte zu der heute wieder aufgegebenen Bezeichnung Niger-Kordofanisch, die außerhalb der Fachliteratur noch häufig verwendet wird.

### Untergruppen
Klassifikation der kordofanischen Sprachen (nach Williamson-Blench 2000)
- Heiban
  - Ost: Ko (Fungur) (3 Tsd. Sprecher), Warnang (1 Tsd.)
  - Zentral: Heiban (Ebang) (5 Tsd.), Laro (40 Tsd.), Otoro (15 Tsd.), Logol (3 Tsd.); Koalib (Rere) (45 Tsd.)
  - West: Tira (40 Tsd.), Moro (30 Tsd.)
- Talodi
  - Talodi-Dagik: Talodi (1,5 Tsd.), Nding (Eliri) (4 Tsd.), Dagik-Ngile (Masakin) (40 Tsd.), Acheron, Lumun, Tocho, Torona †
  - Tegem: Lafofa (Tegem) (5 Tsd.)
- Rashad: Tegali (35 Tsd.), Tagoy (15 Tsd.), Tingal (10 Tsd.)
- Katla-Tima: Katla (Kalak) (15 Tsd.), Tima (Lomorik) (1 Tsd.)

## Sprachliche Charakteristik
Das Nominalklassensystem der Niger-Kongo-Sprachen ist bei den kordofanischen Sprachen in unterschiedlichem Umfang ausgeprägt. In manchen Sprachen der Gruppen Heiban, Talodi und Rashad gibt es Systeme mit etwa 15 Klassen mit unterschiedlichen Präfixen für Singular und Plural für zählbare Objekte oder Wesen (z. B. im Logol, Nding und Tagoy). Nur Eigennamen und Verwandtschaftsbezeichnungen werden nicht präfigiert, die Pluralbildung der Verwandtschaftstermini erfolgt durch Suffixe. Typisch ist das System des Logol, in dessen Klassen teilweise sehr heterogene Dinge zusammengefasst werden, so dass man kaum von Bedeutungsfeldern sprechen kann. (Das gilt auch für die anderen kordofanischen Klassensprachen im Gegensatz zu den Bantusprachen, wo noch Umrisse von Bedeutungsfeldern einzelner Klassen sichtbar werden. Siehe dort.)
Nominalklassensystem des Logol
| Präfixe sg/pl | verwendet bei                                       |
| ------------- | --------------------------------------------------- |
| gw- / l-      | Mann, Frau, Baum, Hals                              |
| d- / ɗ-       | Hand, Herz, Mund, Zunge, Schwanz, Horn, Weg, Wurzel |
| l- / ŋw-      | Fuß, Knie, Kopf, Nase, Knochen, Ei, Stern           |
| ɗ- / j-       | Schlange                                            |
| g- / j-       | Bauch, Fingernagel, Haut, Ohr, Feder, Laus, Stein   |
| ŋ- /j-        | Auge, Brust, Leber, Mensch                          |
| ŋ- / ɲ-       | Hund, Vogel                                         |
| ø- / l-       | Mond                                                |
| gw-           | Erde                                                |
| l-            | Wolke(n)                                            |
| j-            | Asche, Fleisch, Name                                |
| g-            | Nacht, Rauch, Regen, Rinde                          |
| ŋ-            | Blut, Fett, Haar, Feuer, Sonne, Wasser              |

In anderen Sprachen (z. B. dem Tegali der Rashad-Gruppe) fehlen die Nominalklassen ganz, der Plural wird durch vokalisches Präfix und/oder das Suffix -Vn gebildet. Im Tagoy (ebenfalls eine Sprache der Rashad-Gruppe) werden zusätzlich zu den Präfixen die Pluralsuffixe -Vn und -Vt benutzt. Ein weitgehender Schwund der Nominalpräfixe ist im Katla (Kalak) zu beobachten. Der Plural wird durch Abfall des Singularpräfixes g- gebildet, Wörter ohne Singularpräfix fügen im Plural ein Präfix a- hinzu. Ähnlich ist die Situation im verwandten Tima.
Die präfigierenden Klassensprachen haben in der Regel auch Konkordanz, d. h., dass die vom Subjekt abhängigen Wörter eines Satzes Formative besitzen, die mit den Klassenpräfixen des Subjekts übereinstimmen. Die vollständigsten Konkordanzsysteme haben die zentralen Heiban-Sprachen, z. B. das Ebang und das Otoro. Hier einige Beispiele aus dem Otoro:
- ŋ-are ŋ-a gw-ele „ein Kind des Häuptlings“ > ɲ-are ɲ-a gw-ele „Kinder des Häuptlings“
- ŋ-are ŋ-iɲni „mein Kind“ > ɲ-are ɲ-iɲni „meine Kinder“
- ŋ-are ŋɨ-ritɔ „das Kind tanzt“ > ɲ-are ɲɨ-ritɔ „die Kinder tanzen“

Ähnliche Konkordanzkonstruktionen treten im Otoro beim Adjektivattribut, Demonstrativpronomen, Relativsatz, Interrogativ (Fragepronomen), Indefinit („irgendein Kind“), Numerale (Zahlwort) und beim pronominalen Objekt auf. In anderen kordofanischen Klassensprachen ist die Konkordanz nicht so stark ausgeprägt und tritt z. B. nur in der Nominalphrase, aber nicht in der Subjekt-Prädikat-Beziehung in Erscheinung.
Verbalerweiterungen sind in allen kordofanischen Sprachen häufig, es handelt sich aber in der Regel um Innovationen (Neubildungen, die nicht aus dem Proto-Niger-Kongo stammen). Die Satzstellung ist SVO (Subjekt-Verb-Objekt), mit der auffälligen Ausnahme des Tegem (Lafofa), das die Grundstellung Subjekt-Objekt-Verb hat. Es werden ausschließlich Präpositionen (keine Postpositionen) verwendet. In der Nominalphrase steht das bestimmte Nomen vorn (siehe die Beispiele aus dem Otoro), seine Erweiterungen (Genitivattribut, Adjektivattribut, Possessivum, Numerale und Demonstrativum) folgen nach. Eine Ausnahme ist wiederum das Tegem, bei dem das Possessivum vor seinem Nomen steht.